# Rudolfsheim-Fünfhaus
Rudolfsheim-Fünfhaus  is het 15ste district van Wenen. 

## Geschiedenis
Na het tweede Turkse beleg (1683) ontstonden de dorpen Reindorf (naam voor het eerst genoemd in 1411), Braunhirschen (voorheen Dreihaus) en Rustendorf. De dorpen werden in 1863 samengevoegd tot de gemeente Rudolfsheim (vernoemd naar kroonprins Rudolf). In 1890 werden de drie gemeenten Rudolfsheim, Fünfhaus en Sechshaus met ingang van 1 januari 1892 in Wenen opgenomen.

## Wijken

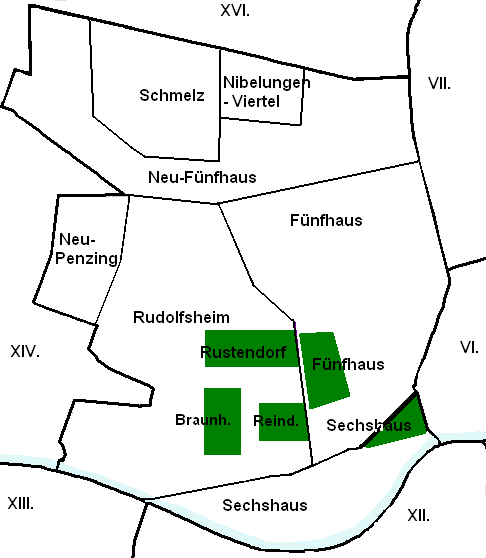

Rudolfsheim-Fünfhaus bestond in wezen uit de gemeenschappen Rudolfsheim, Fünfhaus en Sechshaus. Na verloop van tijd werd het district uitgebreid met delen van Gaudenzdorf (tussen Wienzeile en Diefenbachgasse). 

## Bezienswaardigheden
- De Weense Stadshal
- De Kerk van Maria van de Overwinning

## Afbeeldingen

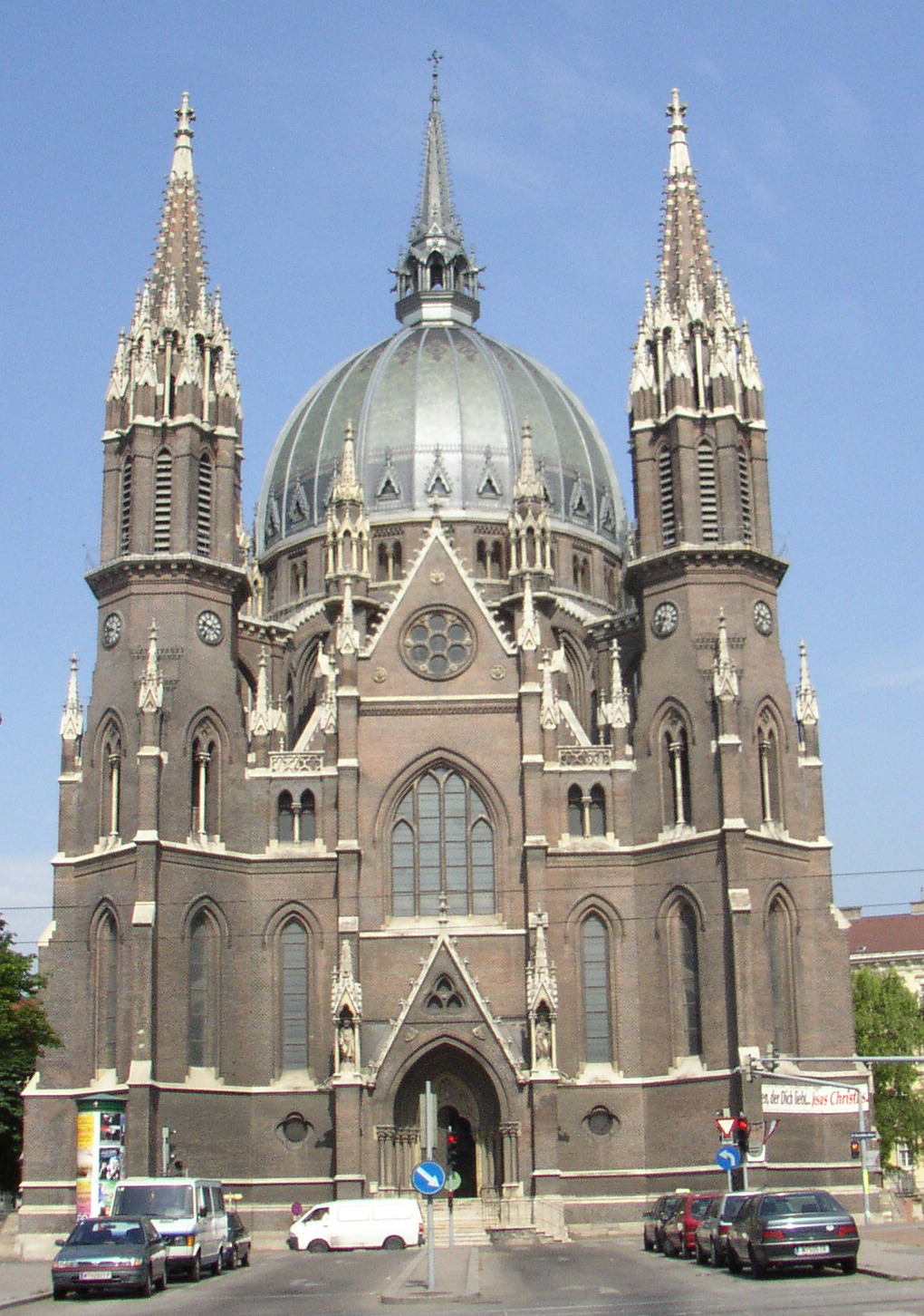
De Kerk van Maria van de Overwinning
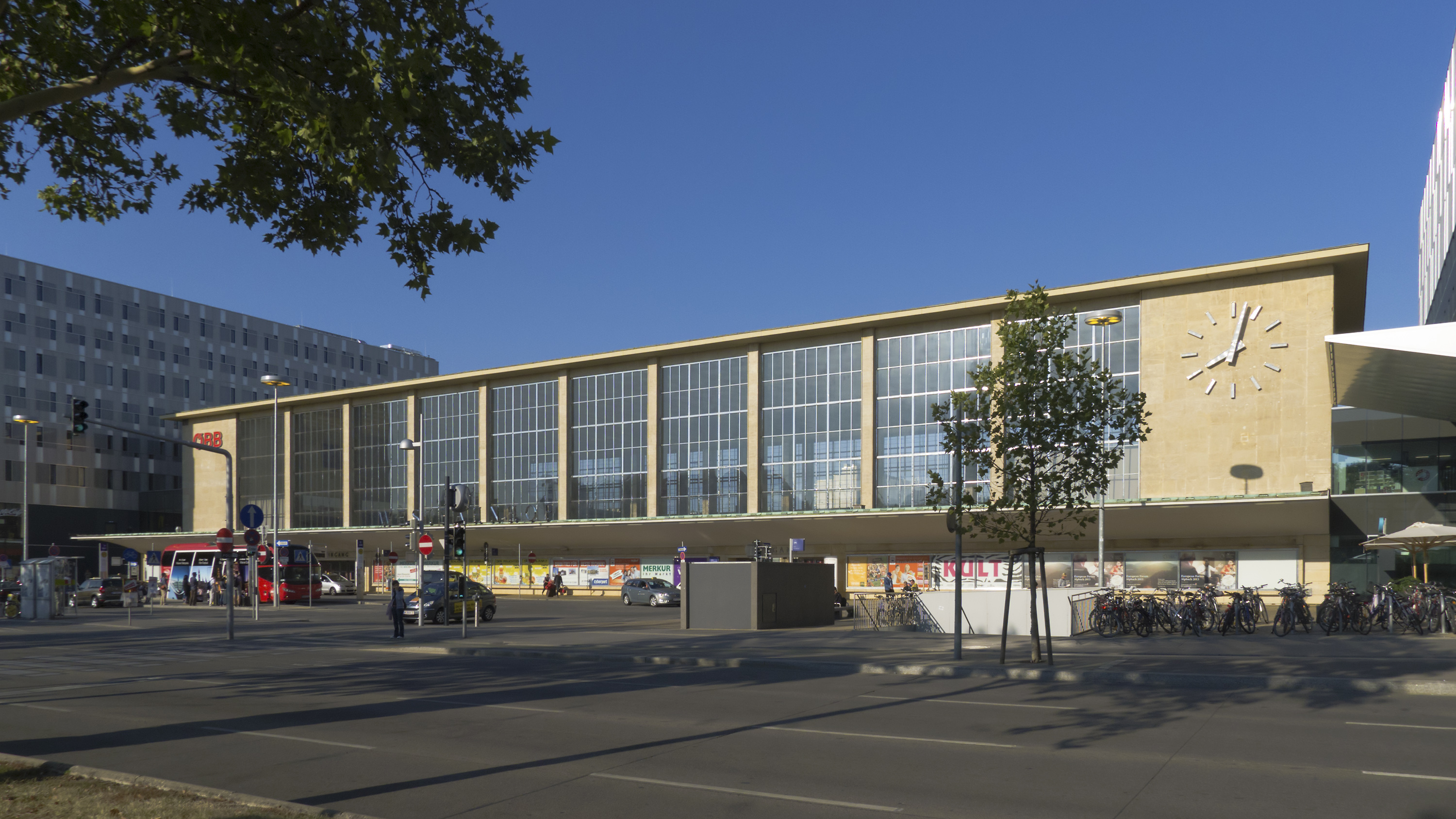
Wien Westbahnhof
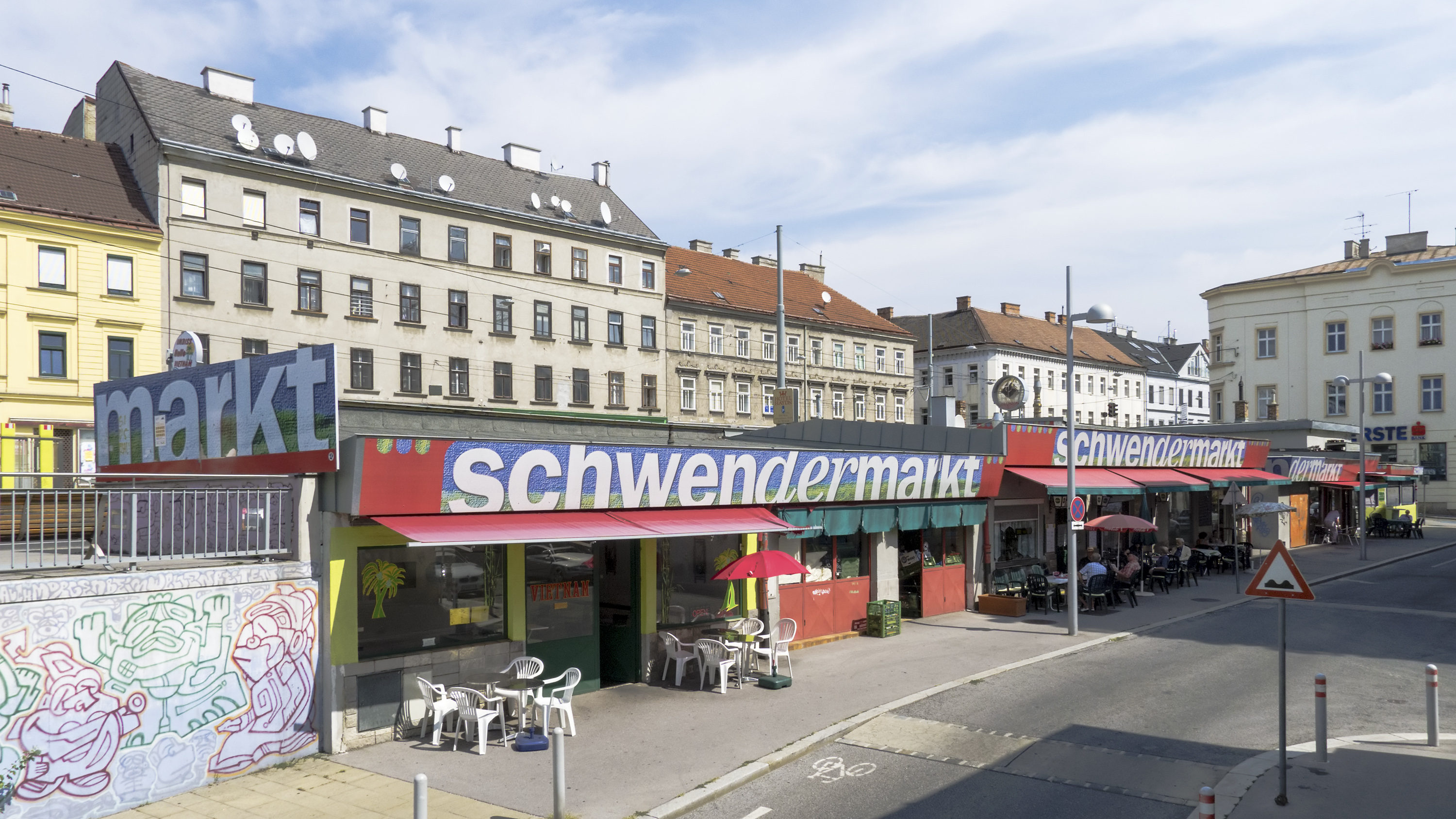
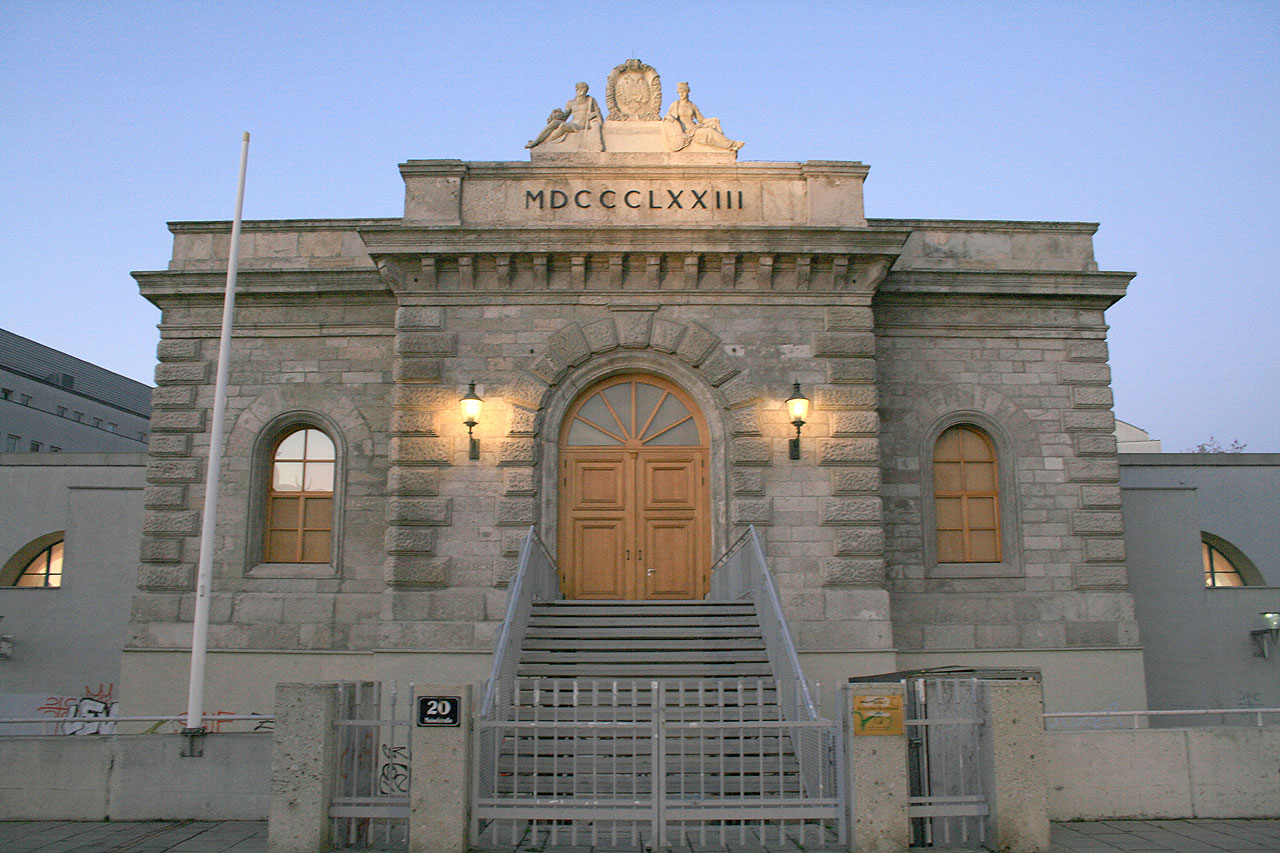

1 Innere Stadt · 2 Leopoldstadt · 3 Landstraße · 4 Wieden · 5 Margareten · 6 Mariahilf · 7 Neubau · 8 Josefstadt · 9 Alsergrund · 10 Favoriten · 11 Simmering · 12 Meidling · 13 Hietzing · 14 Penzing · 15 Rudolfsheim-Fünfhaus · 16 Ottakring · 17 Hernals · 18 Währing · 19 Döbling · 20 Brigittenau · 21 Floridsdorf · 22 Donaustadt · 23 Liesing